# Clavator moreleti
Clavator moreleti é uma espécie de gastrópode da família Acavidae.
É endémica de Madagáscar.